# Museu Crawford da Auto-Aviação

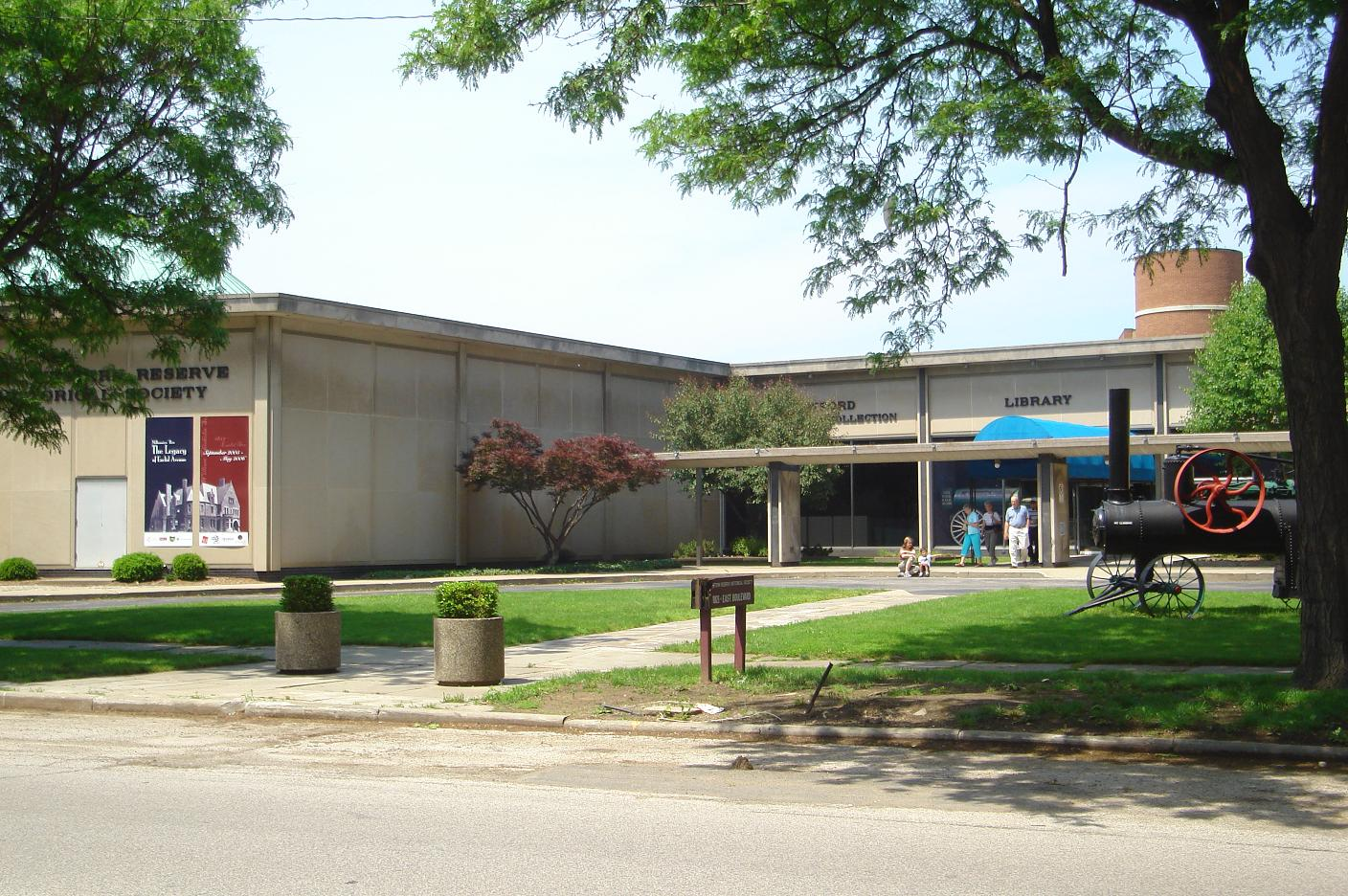
O Museu Crawford da Auto-Aviação.

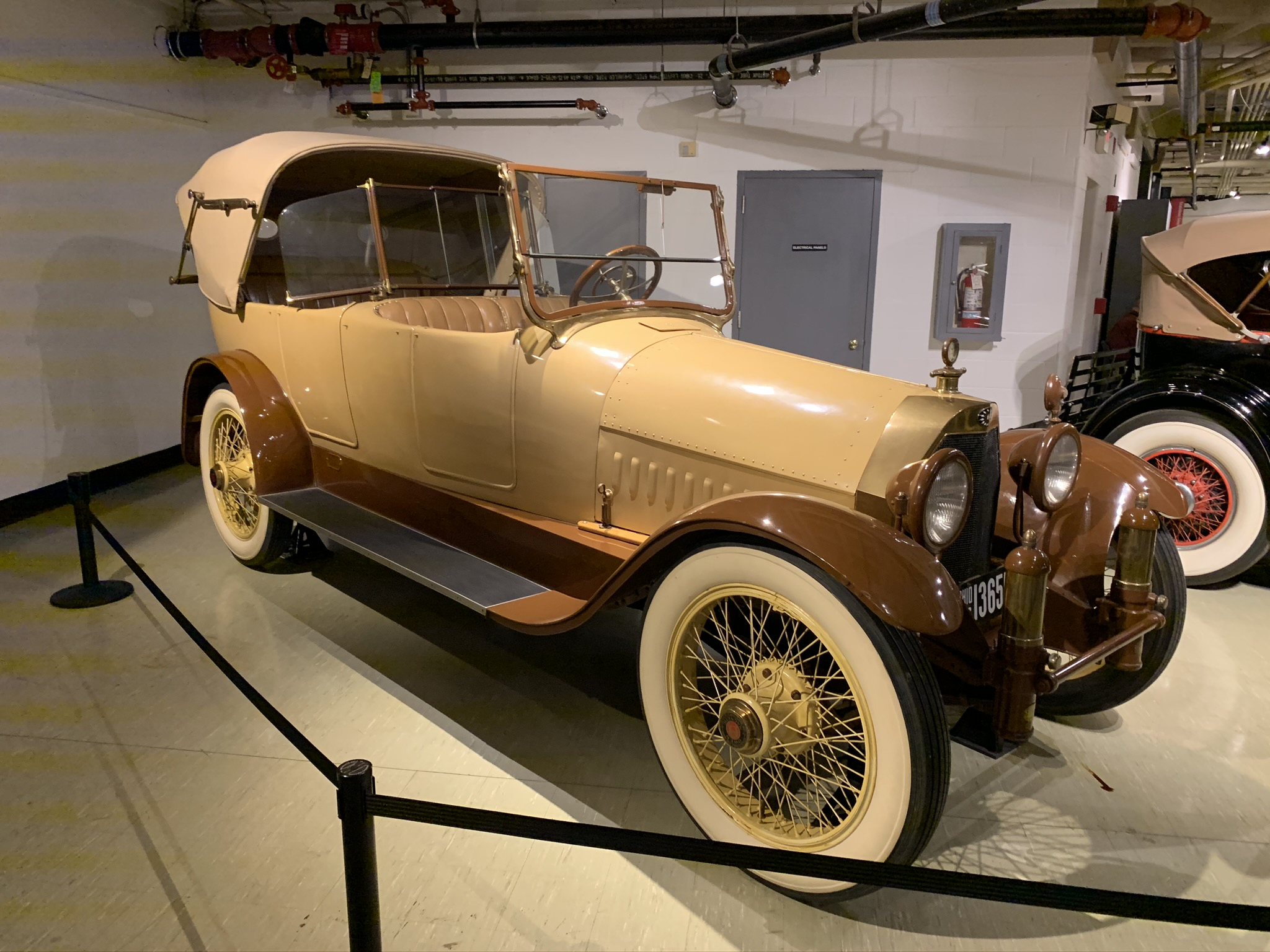
Automóvel Owen Magnetic de 1916 em exibição no museu.

O Museu Crawford da Auto-Aviação (em inglês: Crawford Auto-Aviation Museum) é um museu de transporte localizado em Cleveland, Ohio (Estados Unidos). Faz parte do Centro de História de Cleveland da Western Reserve Historical Society, em University Circle, e sua coleção inclui mais de 170 carros.

## História
O museu foi fundado por Frederick C. Crawford da TRW e inaugurado em 1965. A coleção começou como Thompson Products Auto Album, também fundada por Crawford. Crawford explicou que, quando começou a recolher os carros, foi simplesmente porque parecia uma vergonha para ele deixá-los serem sucateados, que era o destino típico de quase todas as máquinas antigas na época. Crawford viu valor em salvar alguns exemplares historicamente significativos.
Em 1990, o museu vendeu quase 70 automóveis, colocando-os em leilão com a Sotheby's.
Para pagar dívidas, o museu vendeu ou leiloou 44 carros em 2009, 24 deles por meio de RM Auctions em outubro. O museu também vendeu um Goodyear F2G Corsair que havia comprado de Walter Soplata e um Airco DH.4 originalmente adquirido por Crawford.
Em 2018, o museu apresentava duas exposições principais: Setting the World in Motion, apresentando carros e aviões feitos no nordeste de Ohio, e REVolution: The Automobile in America, contando a história do automóvel nos Estados Unidos.

## Coleções
Em 2019, havia mais de 170 automóveis, 12 aeronaves e 3 carruagens antigas, assim como motocicletas, barcos e bicicletas. A instalação inclui mais de 190 m2 de coleções de arquivos.
A coleção de aviação inclui um avião de corrida P-51 Mustang usado nas Thompson Trophy Races. O carro mais antigo da coleção é um Panhard et Levassor de 1897, enquanto as aquisições mais recentes incluem um DMC DeLorean de 1981 e um carro autônomo chamado DEXTER, que foi a entrada da equipe Team Case no DARPA Urban Challenge de 2007, no qual ficou entre os 20 primeiros.
Outros veículos da coleção incluem o Tinkerbelle, um pequeno veleiro no qual Robert Manry navegou sozinho pelo Oceano Atlântico em 1965. Manry doou-o à Sociedade Histórica em 1967.
Em 2016, o ALCO Model Six Berline Limousine de 1913 do museu ganhou o Prêmio Ansel Adams no Concours d'Elegance de Pebble Beach, na Califórnia.
O museu está aberto todos os dias das 10:00 a.m. às 5:00 p.m.